# فن البكسل
.

مثال عن قط مرسوم بفن البكسل. معَ وضوح نقاط البكسل أثناءَ تكبير الصورة التي تعتبر رستر

فن البكسل (بالإنجليزية: Pixel art) هو أحد أقسام الفن الرقمي الرسومي الحديث، أُسّس خلال استخدام برمجيات رسوميات الرستر، حيث يتم تعديل أو رسم الصورة في مستوى دقيق جداً، وهو مستوى البكسل أي مستوى تكوين وحدة الصورة.
الرسوم التي تستخدم عادةً في الألعاب القديمة، (مثل أجهزة المنصاب القديمة كسيجا، و سوبر ماريو برذرز على جهاز نينتندو إنترتينمنت سيستم) أو ألعاب كثيرة من أجهزة الهواتف النقالة القديمة والحديثة هي رسوم فن البكسل.

## تاريخ التأسيس
أول من أطلق تعبير فن البكسل هما أديل غولدبرغ (عالمة حاسوب، 1945) وRobert Flegal اللذان قد كانا يعملان في بارك في عام 1982.
قد يتشابه فن البكسل مع بعض الفنون التقليدية مثل فن الحياكة على الأقمشة، وتصفيف الفسيفساء، وتصفيف الخرز حيث أن جميعها يعتمد على تصفيف أجسام صغيرة من المادة بترتيب معين وبألوان مرتبة لتكوين صورة أو منظر معين.

## الآلية ومجالات الاستخدام

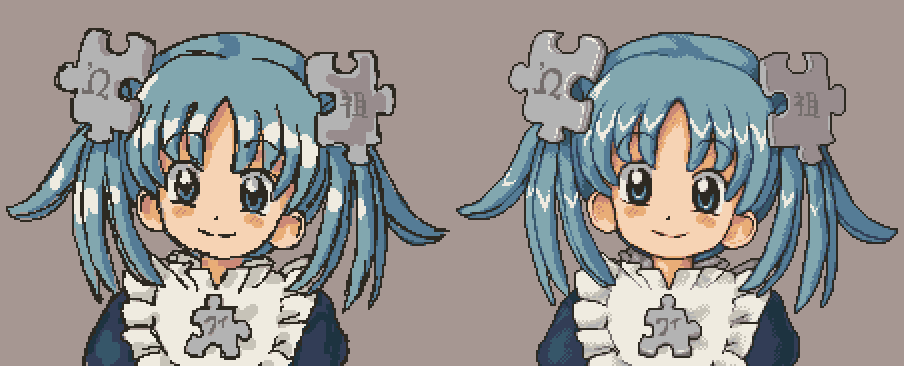
مقارنة لرسمة ويكيبي-تان بفن البيكسل على اليمين وَبين أويكاكي على اليسار

فن البكسل يعتمد على الرسم الدقيق (بكسلا ببكسل pixel by pixel)، حيث يشكل رسام فن البكسل رسمته بشكل وتفاصيل دقيقة يكوّن من خلالها شكلا أو رسمة أو صورة معينة ببرمجيات رسوميات الرستر التي تسمح بتكوين النقاط (البكسلات pixels) مثل برنامج الرسام، مع العلم أن الرسوم التي تُستخدم فيها أدوات تتبع تقنية التنعيم (anti-aliasing) تلقائياً لا تندرج أو تعتبر من رسوم فن البكسل.
استخدم في رسم رسوم ألعاب الفيديو القديمة في العصر الذي لم يكن متواجدًا فيه الرسوميات ثلاثية الأبعاد (مثل ماريو على جهاز نينتندو إنترتينمنت سيستم، و سونيك على جهاز سيجا، وغيهما)، لا يزال يستخدم في رسم مجسمات ألعاب حالية مع قلتها، ويستخدم أيضاً في رسم واجهات برمجيات الحاسوب.

## الأقسام
ينقسم فن البكسل بشكل عام إلى قسمين فرعيين

### الأيسومترك
حيث تأخذ أشكال الرسوم المرسومة أبعاداً محددة في زوايا قطرية معينة، تظهر الرسوم من زوايا توهم أنها مرسومة بشكل ثلاثي أبعاد يمكن رؤية أبعادها من جميع الإتجاهات، إلا أنها في الحقيقة ذات بعدين ففط.
استخدم هذا في بعض من ألعاب الفيديو مثل ريد ألرت وأيج أوف إمبايرز وغيرهما، كما أنه لا يزال يستخدم حالياً في رسم ألعاب، لكن بقلة مع حلول الرسوميات ثلاثية الأبعاد.

### غير الأيسومترك
تندرج تحتها كل رسوم فن البكسل من غير الأيسومترك، أي التي تُرى من جهة واحدة (من الأعلى أو من الجانب).
كما لا يزال هذا الفن يستخدم في صناعة الكثير من واجهات البرامج الإلكترونية وألعاب الفيديو القديمة مثل ماريو على جهاز نينتندو إنترتينمنت سيستم وسونيك على جهاز سيجا وميجا مان على جهاز نينتندو دي إس وغيرها.

## بعض البرامج المتخصصة في فن البكسل
- الرسام
- أسبرايت